# Campeonato Ecuatoriano de Fútbol 1977
El Campeonato Ecuatoriano de Fútbol 1977, conocido oficialmente como «Campeonato Nacional de Fútbol 1977», fue la 19.ª edición del Campeonato nacional de fútbol profesional de la Serie A en Ecuador. El torneo fue organizado por la Asociación Ecuatoriana de Fútbol (hoy Federación Ecuatoriana de Fútbol).
El Nacional se coronó campeón por cuarta vez en su historia.
Empieza a forjarse la dinastía de El Nacional; en 1977 los “Puros Criollos” revalidan el título que consiguieran el año anterior, y lo hacen mostrándose contundentes en la Hexagonal, dirigidos por el recordado Héctor “La Talla Única” Morales.
El formato del torneo fue idéntico al de 1976, diez equipos jugando dos etapas bajo la modalidad de sistema de todos contra todos, con los tres primeros de cada etapa clasificando a la hexagonal con puntos de bonificación y con descensos a media campaña.

## Sistema de juego
El torneo repitió formato siguió jugándose en 2 series. La Serie A con Liga Deportiva Universitaria, Aucas, El Nacional, Universidad Católica, América, Deportivo Cuenca, Barcelona, Emelec, Liga Deportiva Universitaria de Portoviejo y Carmen Mora para la primera etapa y luego en la segunda etapa con Liga Deportiva Universitaria, El Nacional, Universidad Católica, Deportivo Cuenca, Liga Deportiva Universitaria de Cuenca (como equipo sorpresa de la Segunda etapa de la Serie A de 1977), Barcelona, Emelec, Liga Deportiva Universitaria de Portoviejo, Manta Sport y Carmen Mora. En total son 4 equipos de la Costa y 6 equipos de la Sierra para la primera etapa y luego son 5 equipos de la Costa y 5 equipos de la Sierra en la segunda etapa son solamente para la Serie A. La Serie B con Deportivo Quito, Macará, Técnico Universitario, 9 de Octubre, Everest, U. D. Valdez, Luq San, Audaz Octubrino, Manta Sport y Liga Deportiva Universitaria de Cuenca para la primera etapa y luego en la segunda etapa con Aucas, Deportivo Quito, América, Macará, Técnico Universitario, 9 de Octubre, Everest, U. D. Valdez, Luq San y Audaz Octubrino. En total son 6 equipos de la Costa y 4 equipos de la Sierra para la primera etapa y luego son 5 equipos de la Costa y 5 equipos de la Sierra en la segunda etapa solamente para la Serie B. En total son 10 equipos de la Costa y 10 equipos de la Sierra en general.

## Primera etapa

### Relevo semestral de clubes
| Pos. | de la Segunda etapa de la Serie A |
| ---- | --------------------------------- |
| 9º   | Deportivo Quito                   |
| 10º  | Audaz Octubrino                   |

| Pos. | de la Segunda etapa de la Serie B |
| ---- | --------------------------------- |
| 1º   | Liga de Portoviejo                |
| 2º   | América de Quito                  |

### Datos de los clubes
| Equipo               | Ciudad           | Provincia |
| -------------------- | ---------------- | --------- |
| América de Quito     | Quito            | Pichincha |
| Aucas                | Quito            | Pichincha |
| Barcelona            | Guayaquil        | Guayas    |
| Carmen Mora          | Machala / Pasaje | El Oro    |
| Deportivo Cuenca     | Cuenca           | Azuay     |
| El Nacional          | Quito            | Pichincha |
| Emelec               | Guayaquil        | Guayas    |
| Liga de Portoviejo   | Portoviejo       | Manabí    |
| Liga de Quito        | Quito            | Pichincha |
| Universidad Católica | Quito            | Pichincha |

### Equipos por ubicación geográfica
| Provincia | N.º | Equipos                                                                         |
| --------- | --- | ------------------------------------------------------------------------------- |
| Pichincha | 5   | - América de Quito - Aucas - El Nacional - Liga de Quito - Universidad Católica |
| Guayas    | 2   | - Barcelona - Emelec                                                            |
| Azuay     | 1   | - Deportivo Cuenca                                                              |
| El Oro    | 1   | - Carmen Mora                                                                   |
| Manabí    | 1   | - Liga de Portoviejo                                                            |

| Liga de Portoviejo Carmen Mora Barcelona Emelec Universidad Católica Liga de Quito El Nacional Aucas América de Quito Deportivo Cuenca |

### Partidos y resultados
| Fecha 1          | Fecha 1   | Fecha 1              |
| Equipo Local     | Resultado | Equipo Visitante     |
| ---------------- | --------- | -------------------- |
| Liga de Quito    | 1 - 0     | Universidad Católica |
| Carmen Mora      | 2 - 0     | Aucas                |
| Emelec           | 2 - 1     | Liga de Portoviejo   |
| Deportivo Cuenca | 1 - 0     | América de Quito     |
| El Nacional      | 3 - 0     | Barcelona            |

| Fecha 2            | Fecha 2   | Fecha 2              |
| Equipo Local       | Resultado | Equipo Visitante     |
| ------------------ | --------- | -------------------- |
| Liga de Portoviejo | 2 - 2     | Liga de Quito        |
| Barcelona          | 1 - 1     | Universidad Católica |
| El Nacional        | 1 - 1     | Deportivo Cuenca     |
| Aucas              | 3 - 2     | Emelec               |
| América de Quito   | 1 - 2     | Carmen Mora          |

| Fecha 3              | Fecha 3   | Fecha 3            |
| Equipo Local         | Resultado | Equipo Visitante   |
| -------------------- | --------- | ------------------ |
| Carmen Mora          | 1 - 1     | Barcelona          |
| Emelec               | 2 - 1     | El Nacional        |
| Deportivo Cuenca     | 3 - 1     | Aucas              |
| Universidad Católica | 3 - 1     | Liga de Portoviejo |
| Liga de Quito        | 3 - 0     | América de Quito   |

| Fecha 4            | Fecha 4   | Fecha 4              |
| Equipo Local       | Resultado | Equipo Visitante     |
| ------------------ | --------- | -------------------- |
| Liga de Quito      | 1 - 0     | Emelec               |
| Barcelona          | 2 - 1     | Deportivo Cuenca     |
| Liga de Portoviejo | 1 - 0     | América de Quito     |
| Aucas              | 1 - 1     | Universidad Católica |
| El Nacional        | 3 - 0     | Carmen Mora          |

| Fecha 5          | Fecha 5   | Fecha 5              |
| Equipo Local     | Resultado | Equipo Visitante     |
| ---------------- | --------- | -------------------- |
| Emelec           | 2 - 1     | Universidad Católica |
| Aucas            | 1 - 0     | Barcelona            |
| América de Quito | 1 - 0     | El Nacional          |
| Deportivo Cuenca | 2 - 1     | Liga de Portoviejo   |
| Carmen Mora      | 0 - 2     | Liga de Quito        |

| Fecha 6              | Fecha 6   | Fecha 6          |
| Equipo Local         | Resultado | Equipo Visitante |
| -------------------- | --------- | ---------------- |
| América de Quito     | 1 - 2     | Aucas            |
| Liga de Quito        | 3 - 1     | Deportivo Cuenca |
| Liga de Portoviejo   | 0 - 2     | El Nacional      |
| Emelec               | 1 - 1     | Barcelona        |
| Universidad Católica | 3 - 1     | Carmen Mora      |

| Fecha 7              | Fecha 7   | Fecha 7            |
| Equipo Local         | Resultado | Equipo Visitante   |
| -------------------- | --------- | ------------------ |
| Barcelona            | 0 - 0     | Liga de Quito      |
| Aucas                | 0 - 0     | El Nacional        |
| Universidad Católica | 4 - 0     | América de Quito   |
| Deportivo Cuenca     | 3 - 1     | Emelec             |
| Carmen Mora          | 1 - 3     | Liga de Portoviejo |

| Fecha 8            | Fecha 8   | Fecha 8              |
| Equipo Local       | Resultado | Equipo Visitante     |
| ------------------ | --------- | -------------------- |
| Liga de Portoviejo | 3 - 1     | Aucas                |
| Deportivo Cuenca   | 1 - 1     | Universidad Católica |
| Emelec             | 2 - 0     | Carmen Mora          |
| El Nacional        | 2 - 1     | Liga de Quito        |
| América de Quito   | 1 - 5     | Barcelona            |

| Fecha 9          | Fecha 9   | Fecha 9              |
| Equipo Local     | Resultado | Equipo Visitante     |
| ---------------- | --------- | -------------------- |
| Aucas            | 0 - 3     | Liga de Quito        |
| Carmen Mora      | 0 - 2     | Deportivo Cuenca     |
| El Nacional      | 0 - 3     | Universidad Católica |
| América de Quito | 0 - 1     | Emelec               |
| Barcelona        | 0 - 2     | Liga de Portoviejo   |

| Fecha 10             | Fecha 10  | Fecha 10         |
| Equipo Local         | Resultado | Equipo Visitante |
| -------------------- | --------- | ---------------- |
| Aucas                | 0 - 1     | Carmen Mora      |
| Universidad Católica | 0 - 0     | Liga de Quito    |
| Liga de Portoviejo   | 2 - 0     | Emelec           |
| América de Quito     | 0 - 2     | Deportivo Cuenca |
| Barcelona            | 1 - 0     | El Nacional      |

| Fecha 11             | Fecha 11  | Fecha 11           |
| Equipo Local         | Resultado | Equipo Visitante   |
| -------------------- | --------- | ------------------ |
| Universidad Católica | 2 - 2     | Barcelona          |
| Liga de Quito        | 4 - 2     | Liga de Portoviejo |
| Deportivo Cuenca     | 2 - 1     | El Nacional        |
| Emelec               | 3 - 1     | Aucas              |
| Carmen Mora          | 2 - 0     | América de Quito   |

| Fecha 12           | Fecha 12  | Fecha 12             |
| Equipo Local       | Resultado | Equipo Visitante     |
| ------------------ | --------- | -------------------- |
| El Nacional        | 0 - 1     | Emelec               |
| América de Quito   | 1 - 2     | Liga de Quito        |
| Barcelona          | 2 - 1     | Carmen Mora          |
| Liga de Portoviejo | 4 - 1     | Universidad Católica |
| Aucas              | 2 - 1     | Deportivo Cuenca     |

| Fecha 13             | Fecha 13  | Fecha 13           |
| Equipo Local         | Resultado | Equipo Visitante   |
| -------------------- | --------- | ------------------ |
| Deportivo Cuenca     | 1 - 1     | Barcelona          |
| Carmen Mora          | 1 - 0     | El Nacional        |
| Universidad Católica | 1 - 1     | Aucas              |
| América de Quito     | 1 - 1     | Liga de Portoviejo |
| Emelec               | 0 - 0     | Liga de Quito      |

| Fecha 14             | Fecha 14  | Fecha 14         |
| Equipo Local         | Resultado | Equipo Visitante |
| -------------------- | --------- | ---------------- |
| Barcelona            | 4 - 0     | Aucas            |
| El Nacional          | 1 - 1     | América de Quito |
| Liga de Portoviejo   | 3 - 0     | Deportivo Cuenca |
| Liga de Quito        | 1 - 1     | Carmen Mora      |
| Universidad Católica | 2 - 1     | Emelec           |

| Fecha 15         | Fecha 15  | Fecha 15             |
| Equipo Local     | Resultado | Equipo Visitante     |
| ---------------- | --------- | -------------------- |
| Deportivo Cuenca | 2 - 2     | Liga de Quito        |
| Barcelona        | 1 - 1     | Emelec               |
| Carmen Mora      | 4 - 2     | Universidad Católica |
| El Nacional      | 3 - 1     | Liga de Portoviejo   |
| Aucas            | 0 - 0     | América de Quito     |

| Fecha 16           | Fecha 16  | Fecha 16             |
| Equipo Local       | Resultado | Equipo Visitante     |
| ------------------ | --------- | -------------------- |
| Liga de Quito      | 0 - 0     | Barcelona            |
| Emelec             | 4 - 1     | Deportivo Cuenca     |
| América de Quito   | 0 - 2     | Universidad Católica |
| El Nacional        | 1 - 0     | Aucas                |
| Liga de Portoviejo | 3 - 1     | Carmen Mora          |

| Fecha 17             | Fecha 17  | Fecha 17           |
| Equipo Local         | Resultado | Equipo Visitante   |
| -------------------- | --------- | ------------------ |
| Liga de Quito        | 1 - 1     | El Nacional        |
| Universidad Católica | 2 - 0     | Deportivo Cuenca   |
| Aucas                | 2 - 0     | Liga de Portoviejo |
| Barcelona            | 3 - 0     | América de Quito   |
| Carmen Mora          | 1 - 1     | Emelec             |

| Fecha 18             | Fecha 18  | Fecha 18         |
| Equipo Local         | Resultado | Equipo Visitante |
| -------------------- | --------- | ---------------- |
| Liga de Quito        | 1 - 1     | Aucas            |
| Emelec               | 1 - 0     | América de Quito |
| Deportivo Cuenca     | 1 - 0     | Carmen Mora      |
| Universidad Católica | 3 - 1     | El Nacional      |
| Liga de Portoviejo   | 0 - 0     | Barcelona        |

### Tabla de posiciones
|  |  |     | Equipo               | PJ | PG | PE | PP | GF | GC | DG  | PTS | PB |
|  |  | --- | -------------------- | -- | -- | -- | -- | -- | -- | --- | --- | -- |
|  |  | 1.  | Liga de Quito        | 18 | 8  | 9  | 1  | 27 | 13 | +14 | 25  | 3  |
|  |  | 2.  | Universidad Católica | 18 | 8  | 6  | 4  | 32 | 21 | +11 | 22  | 2  |
|  |  | 3.  | Emelec               | 18 | 9  | 4  | 5  | 25 | 19 | +6  | 22  | 1  |
|  |  | 4.  | Barcelona            | 18 | 6  | 9  | 3  | 24 | 16 | +8  | 21  |    |
|  |  | 5.  | Deportivo Cuenca     | 18 | 8  | 4  | 6  | 25 | 25 | 0   | 20  |    |
|  |  | 6.  | Liga de Portoviejo   | 18 | 8  | 3  | 7  | 30 | 25 | +5  | 19  |    |
|  |  | 7.  | El Nacional          | 18 | 6  | 4  | 8  | 20 | 19 | +1  | 16  |    |
|  |  | 8.  | Carmen Mora          | 18 | 6  | 3  | 9  | 19 | 27 | -8  | 15  |    |
|  |  | 9.  | Aucas                | 18 | 5  | 5  | 8  | 16 | 27 | -11 | 15  |    |
|  |  | 10. | América de Quito     | 18 | 1  | 3  | 14 | 7  | 33 | -26 | 5   |    |

PJ = Partidos jugados; PG = Partidos ganados; PE = Partidos empatados; PP = Partidos perdidos; GF = Goles a favor; GC = Goles en contra; DG = Diferencia de gol; PTS = Puntos; PB = Puntos de bonificación
|  | Clasificaron al Hexagonal final. |
|  | Descendieron a la Serie B.       |

## Segunda etapa

### Relevo semestral de clubes
| Pos. | de la Primera etapa de la Serie A |
| ---- | --------------------------------- |
| 9º   | Aucas                             |
| 10º  | América de Quito                  |

| Pos. | de la Primera etapa de la Serie B |
| ---- | --------------------------------- |
| 1º   | Liga de Cuenca                    |
| 2º   | Manta Sport                       |

### Datos de los clubes
| Equipo               | Ciudad                                                | Provincia |
| -------------------- | ----------------------------------------------------- | --------- |
| Barcelona            | Guayaquil                                             | Guayas    |
| Carmen Mora          | Machala / Pasaje                                      | El Oro    |
| Deportivo Cuenca     | Cuenca                                                | Azuay     |
| El Nacional          | Quito                                                 | Pichincha |
| Emelec               | Guayaquil                                             | Guayas    |
| Liga de Cuenca       | Cuenca                                                | Azuay     |
| Liga de Portoviejo   | Portoviejo                                            | Manabí    |
| Liga de Quito        | Quito                                                 | Pichincha |
| Manta Sport          | [[Archivo:\|20x20px\|border\|Bandera de Manta]] Manta | Manabí    |
| Universidad Católica | Quito                                                 | Pichincha |

### Equipos por ubicación geográfica
| Provincia | N.º | Equipos                                              |
| --------- | --- | ---------------------------------------------------- |
| Pichincha | 3   | - El Nacional - Liga de Quito - Universidad Católica |
| Guayas    | 2   | - Barcelona - Emelec                                 |
| Azuay     | 2   | - Deportivo Cuenca - Liga de Cuenca                  |
| Manabí    | 2   | - Liga de Portoviejo - Manta Sport                   |
| El Oro    | 1   | - Carmen Mora                                        |

| Manta Sport Liga de Portoviejo Carmen Mora Barcelona Emelec Universidad Católica Liga de Quito El Nacional Deportivo Cuenca Liga de Cuenca |

### Partidos y resultados
| Fecha 1          | Fecha 1   | Fecha 1              |
| Equipo Local     | Resultado | Equipo Visitante     |
| ---------------- | --------- | -------------------- |
| Manta Sport      | 1 - 1     | Barcelona            |
| Emelec           | 2 - 0     | Liga de Cuenca       |
| Liga de Quito    | 0 - 0     | Liga de Portoviejo   |
| Deportivo Cuenca | 3 - 0     | Universidad Católica |
| El Nacional      | 5 - 2     | Carmen Mora          |

| Fecha 2              | Fecha 2   | Fecha 2          |
| Equipo Local         | Resultado | Equipo Visitante |
| -------------------- | --------- | ---------------- |
| Universidad Católica | 4 - 1     | Manta Sport      |
| Liga de Portoviejo   | 2 - 0     | Deportivo Cuenca |
| Carmen Mora          | 1 - 0     | Emelec           |
| Barcelona            | 1 - 0     | El Nacional      |
| Liga de Cuenca       | 1 - 1     | Liga de Quito    |

| Fecha 3          | Fecha 3   | Fecha 3              |
| Equipo Local     | Resultado | Equipo Visitante     |
| ---------------- | --------- | -------------------- |
| El Nacional      | 1 - 0     | Universidad Católica |
| Emelec           | 3 - 2     | Liga de Portoviejo   |
| Deportivo Cuenca | 2 - 0     | Carmen Mora          |
| Liga de Quito    | 1 - 1     | Barcelona            |
| Manta Sport      | 3 - 1     | Liga de Cuenca       |

| Fecha 4              | Fecha 4   | Fecha 4            |
| Equipo Local         | Resultado | Equipo Visitante   |
| -------------------- | --------- | ------------------ |
| Liga de Cuenca       | 1 - 1     | Liga de Portoviejo |
| Carmen Mora          | 1 - 1     | Liga de Quito      |
| Barcelona            | 2 - 0     | Deportivo Cuenca   |
| Manta Sport          | 2 - 1     | El Nacional        |
| Universidad Católica | 1 - 0     | Emelec             |

| Fecha 5            | Fecha 5   | Fecha 5              |
| Equipo Local       | Resultado | Equipo Visitante     |
| ------------------ | --------- | -------------------- |
| Liga de Portoviejo | 2 - 0     | Barcelona            |
| Emelec             | 1 - 2     | Manta Sport          |
| Liga de Quito      | 0 - 0     | Universidad Católica |
| Deportivo Cuenca   | 2 - 3     | El Nacional          |
| Carmen Mora        | 2 - 1     | Liga de Cuenca       |

| Fecha 6            | Fecha 6   | Fecha 6              |
| Equipo Local       | Resultado | Equipo Visitante     |
| ------------------ | --------- | -------------------- |
| Liga de Portoviejo | 2 - 0     | Carmen Mora          |
| Liga de Cuenca     | 0 - 1     | Universidad Católica |
| Liga de Quito      | 1 - 0     | El Nacional          |
| Manta Sport        | 3 - 1     | Deportivo Cuenca     |
| Barcelona          | 2 - 1     | Emelec               |

| Fecha 7              | Fecha 7   | Fecha 7            |
| Equipo Local         | Resultado | Equipo Visitante   |
| -------------------- | --------- | ------------------ |
| Emelec               | 1 - 0     | Deportivo Cuenca   |
| Universidad Católica | 4 - 2     | Liga de Portoviejo |
| Manta Sport          | 0 - 1     | Liga de Quito      |
| Carmen Mora          | 0 - 2     | Barcelona          |
| Liga de Cuenca       | 1 - 1     | El Nacional        |

| Fecha 8            | Fecha 8   | Fecha 8              |
| Equipo Local       | Resultado | Equipo Visitante     |
| ------------------ | --------- | -------------------- |
| Barcelona          | 3 - 1     | Liga de Cuenca       |
| Deportivo Cuenca   | 0 - 0     | Liga de Quito        |
| El Nacional        | 2 - 1     | Emelec               |
| Liga de Portoviejo | 3 - 2     | Manta Sport          |
| Carmen Mora        | 1 - 1     | Universidad Católica |

| Fecha 9              | Fecha 9   | Fecha 9            |
| Equipo Local         | Resultado | Equipo Visitante   |
| -------------------- | --------- | ------------------ |
| El Nacional          | 3 - 1     | Liga de Portoviejo |
| Liga de Cuenca       | 1 - 2     | Deportivo Cuenca   |
| Universidad Católica | 4 - 2     | Barcelona          |
| Emelec               | 3 - 0     | Liga de Quito      |
| Manta Sport          | 0 - 0     | Carmen Mora        |

| Fecha 10             | Fecha 10  | Fecha 10         |
| Equipo Local         | Resultado | Equipo Visitante |
| -------------------- | --------- | ---------------- |
| Universidad Católica | 1 - 3     | Deportivo Cuenca |
| Barcelona            | 2 - 1     | Manta Sport      |
| Liga de Portoviejo   | 4 - 0     | Liga de Quito    |
| Liga de Cuenca       | 1 - 3     | Emelec           |
| Carmen Mora          | 0 - 0     | El Nacional      |

| Fecha 11         | Fecha 11  | Fecha 11             |
| Equipo Local     | Resultado | Equipo Visitante     |
| ---------------- | --------- | -------------------- |
| El Nacional      | 2 - 0     | Barcelona            |
| Deportivo Cuenca | 3 - 0     | Liga de Portoviejo   |
| Liga de Quito    | 1 - 0     | Liga de Cuenca       |
| Emelec           | 0 - 0     | Carmen Mora          |
| Manta Sport      | 2 - 1     | Universidad Católica |

| Fecha 12             | Fecha 12  | Fecha 12         |
| Equipo Local         | Resultado | Equipo Visitante |
| -------------------- | --------- | ---------------- |
| Liga de Portoviejo   | 1 - 1     | Emelec           |
| Barcelona            | 1 - 0     | Liga de Quito    |
| Universidad Católica | 0 - 0     | El Nacional      |
| Carmen Mora          | 2 - 0     | Deportivo Cuenca |
| Liga de Cuenca       | 2 - 4     | Manta Sport      |

| Fecha 13           | Fecha 13  | Fecha 13             |
| Equipo Local       | Resultado | Equipo Visitante     |
| ------------------ | --------- | -------------------- |
| Liga de Portoviejo | 4 - 2     | Liga de Cuenca       |
| Emelec             | 2 - 2     | Universidad Católica |
| Deportivo Cuenca   | 2 - 0     | Barcelona            |
| Liga de Quito      | 5 - 0     | Carmen Mora          |
| El Nacional        | 4 - 1     | Manta Sport          |

| Fecha 14             | Fecha 14  | Fecha 14           |
| Equipo Local         | Resultado | Equipo Visitante   |
| -------------------- | --------- | ------------------ |
| Manta Sport          | 3 - 2     | Emelec             |
| El Nacional          | 1 - 1     | Deportivo Cuenca   |
| Universidad Católica | 4 - 2     | Liga de Quito      |
| Barcelona            | 3 - 1     | Liga de Portoviejo |
| Liga de Cuenca       | 3 - 2     | Carmen Mora        |

| Fecha 15             | Fecha 15  | Fecha 15           |
| Equipo Local         | Resultado | Equipo Visitante   |
| -------------------- | --------- | ------------------ |
| Carmen Mora          | 2 - 0     | Liga de Portoviejo |
| Deportivo Cuenca     | 3 - 2     | Manta Sport        |
| El Nacional          | 1 - 0     | Liga de Quito      |
| Universidad Católica | 0 - 0     | Liga de Cuenca     |
| Emelec               | 4 - 1     | Barcelona          |

| Fecha 16           | Fecha 16  | Fecha 16             |
| Equipo Local       | Resultado | Equipo Visitante     |
| ------------------ | --------- | -------------------- |
| Deportivo Cuenca   | 4 - 0     | Emelec               |
| El Nacional        | 7 - 1     | Liga de Cuenca       |
| Barcelona          | 3 - 0     | Carmen Mora          |
| Liga de Quito      | 2 - 1     | Manta Sport          |
| Liga de Portoviejo | 2 - 1     | Universidad Católica |

| Fecha 17             | Fecha 17  | Fecha 17           |
| Equipo Local         | Resultado | Equipo Visitante   |
| -------------------- | --------- | ------------------ |
| Universidad Católica | 3 - 0     | Carmen Mora        |
| Liga de Quito        | 1 - 1     | Deportivo Cuenca   |
| Liga de Cuenca       | 0 - 2     | Barcelona          |
| Emelec               | 2 - 1     | El Nacional        |
| Manta Sport          | 1 - 1     | Liga de Portoviejo |

| Fecha 18           | Fecha 18  | Fecha 18             |
| Equipo Local       | Resultado | Equipo Visitante     |
| ------------------ | --------- | -------------------- |
| Carmen Mora        | 1 - 1     | Manta Sport          |
| Liga de Quito      | 0 - 2     | Emelec               |
| Liga de Portoviejo | 2 - 1     | El Nacional          |
| Barcelona          | 3 - 0     | Universidad Católica |
| Deportivo Cuenca   | 1 - 1     | Liga de Cuenca       |

### Tabla de posiciones
|  |  |     | Equipo               | PJ | PG | PE | PP | GF | GC | DG  | PTS | PB |
|  |  | --- | -------------------- | -- | -- | -- | -- | -- | -- | --- | --- | -- |
|  |  | 1.  | Barcelona            | 18 | 11 | 2  | 5  | 29 | 20 | +9  | 24  | 3  |
|  |  | 2.  | El Nacional          | 18 | 9  | 4  | 5  | 33 | 18 | +15 | 22  | 2  |
|  |  | 3.  | Deportivo Cuenca     | 18 | 8  | 4  | 6  | 28 | 20 | +8  | 20  | 1  |
|  |  | 4.  | Liga de Portoviejo   | 18 | 8  | 4  | 6  | 30 | 27 | +3  | 20  |    |
|  |  | 5.  | Emelec               | 18 | 8  | 3  | 7  | 28 | 23 | +5  | 19  |    |
|  |  | 6.  | Universidad Católica | 18 | 7  | 5  | 6  | 27 | 24 | +3  | 19  |    |
|  |  | 7.  | Manta Sport          | 18 | 7  | 4  | 7  | 30 | 31 | -1  | 18  |    |
|  |  | 8.  | Liga de Quito        | 18 | 5  | 7  | 6  | 16 | 20 | -4  | 17  |    |
|  |  | 9.  | Carmen Mora          | 18 | 4  | 6  | 8  | 14 | 29 | -15 | 14  |    |
|  |  | 10. | Liga de Cuenca       | 18 | 1  | 5  | 12 | 17 | 40 | -23 | 7   |    |

PJ = Partidos jugados; PG = Partidos ganados; PE = Partidos empatados; PP = Partidos perdidos; GF = Goles a favor; GC = Goles en contra; DG = Diferencia de gol; PTS = Puntos; PB = Puntos de bonificación
|  | Clasificaron al Hexagonal final. |
|  | Descendieron a la Serie B.       |

## Hexagonal final

### Partidos y resultados
| Fecha 1          | Fecha 1   | Fecha 1              |
| Equipo Local     | Resultado | Equipo Visitante     |
| ---------------- | --------- | -------------------- |
| Emelec           | 1 - 1     | Universidad Católica |
| El Nacional      | 5 - 1     | Barcelona            |
| Deportivo Cuenca | 0 - 0     | Liga de Quito        |

| Fecha 2              | Fecha 2   | Fecha 2          |
| Equipo Local         | Resultado | Equipo Visitante |
| -------------------- | --------- | ---------------- |
| Universidad Católica | 0 - 0     | El Nacional      |
| Liga de Quito        | 2 - 1     | Emelec           |
| Barcelona            | 1 - 0     | Deportivo Cuenca |

| Fecha 3              | Fecha 3   | Fecha 3          |
| Equipo Local         | Resultado | Equipo Visitante |
| -------------------- | --------- | ---------------- |
| Universidad Católica | 2 - 0     | Liga de Quito    |
| Deportivo Cuenca     | 1 - 1     | El Nacional      |
| Emelec               | 0 - 0     | Barcelona        |

| Fecha 4              | Fecha 4   | Fecha 4          |
| Equipo Local         | Resultado | Equipo Visitante |
| -------------------- | --------- | ---------------- |
| Emelec               | 2 - 2     | Deportivo Cuenca |
| Liga de Quito        | 1 - 2     | El Nacional      |
| Universidad Católica | 1 - 0     | Barcelona        |

| Fecha 5          | Fecha 5   | Fecha 5              |
| Equipo Local     | Resultado | Equipo Visitante     |
| ---------------- | --------- | -------------------- |
| El Nacional      | 2 - 0     | Emelec               |
| Deportivo Cuenca | 2 - 1     | Universidad Católica |
| Barcelona        | 5 - 0     | Liga de Quito        |

| Fecha 6              | Fecha 6   | Fecha 6          |
| Equipo Local         | Resultado | Equipo Visitante |
| -------------------- | --------- | ---------------- |
| Liga de Quito        | 2 - 1     | Deportivo Cuenca |
| Universidad Católica | 2 - 1     | Emelec           |
| Barcelona            | 0 - 1     | El Nacional      |

| Fecha 7          | Fecha 7   | Fecha 7              |
| Equipo Local     | Resultado | Equipo Visitante     |
| ---------------- | --------- | -------------------- |
| Emelec           | 1 - 0     | Liga de Quito        |
| Deportivo Cuenca | 2 - 2     | Barcelona            |
| El Nacional      | 4 - 0     | Universidad Católica |

| Fecha 8         | Fecha 8   | Fecha 8              |
| Equipo Local    | Resultado | Equipo Visitante     |
| --------------- | --------- | -------------------- |
| Liga de Quito   | 3 - 2     | Universidad Católica |
| Barcelona       | 2 - 3     | Emelec               |
| El Nacional (C) | 1 - 0     | Deportivo Cuenca     |

| Fecha 9          | Fecha 9   | Fecha 9              |
| Equipo Local     | Resultado | Equipo Visitante     |
| ---------------- | --------- | -------------------- |
| El Nacional      | 0 - 0     | Liga de Quito        |
| Deportivo Cuenca | 3 - 2     | Emelec               |
| Barcelona        | 5 - 0     | Universidad Católica |

| Fecha 10             | Fecha 10  | Fecha 10         |
| Equipo Local         | Resultado | Equipo Visitante |
| -------------------- | --------- | ---------------- |
| Universidad Católica | 5 - 3     | Deportivo Cuenca |
| Liga de Quito        | 3 - 0     | Barcelona        |
| Emelec               | 1 - 1     | El Nacional      |

### Tabla de posiciones
|      |  |    | Equipo               | PJ | PG | PE | PP | GF | GC | DG  | PT | PH | PB |
| ---- |  | -- | -------------------- | -- | -- | -- | -- | -- | -- | --- | -- | -- | -- |
| (C)  |  | 1. | El Nacional          | 10 | 6  | 4  | 0  | 17 | 4  | +13 | 18 | 16 | 2  |
| (SC) |  | 2. | Liga de Quito        | 10 | 4  | 2  | 4  | 11 | 14 | -3  | 13 | 10 | 3  |
|      |  | 3. | Universidad Católica | 10 | 4  | 2  | 4  | 14 | 19 | -5  | 12 | 10 | 2  |
|      |  | 4. | Barcelona            | 10 | 3  | 2  | 5  | 16 | 15 | +1  | 11 | 8  | 3  |
|      |  | 5. | Deportivo Cuenca     | 10 | 2  | 4  | 4  | 14 | 17 | -3  | 9  | 8  | 1  |
|      |  | 6. | Emelec               | 10 | 2  | 4  | 4  | 12 | 15 | -3  | 9  | 8  | 1  |

PJ = Partidos jugados; PG = Partidos ganados; PE = Partidos empatados; PP = Partidos perdidos; GF = Goles a favor; GC = Goles en contra; DG = Diferencia de gol; PT = Puntos totales; PH = Puntos hexagonal; PB = Puntos de bonificación
| (C)  | Campeón, clasificó a la Copa Libertadores 1978.    |
| (SC) | Subcampeón, clasificó a la Copa Libertadores 1978. |

### Campeón
|                                               |
|                                               |
| Campeón Club Deportivo El Nacional 4.º título |

## Goleadores
| Jugador               | Equipo               | Goles |
| --------------------- | -------------------- | ----- |
| Fabián Paz y Miño     | El Nacional          | 27    |
| Mario Enrique Raffart | Universidad Católica | 21    |
| Ángel Liciardi        | Deportivo Cuenca     | 18    |